# Lecanorchis thalassica
Lecanorchis thalassica är en orkidéart som beskrevs av Tsan Piao Lin. Lecanorchis thalassica ingår i släktet Lecanorchis och familjen orkidéer. Inga underarter finns listade i Catalogue of Life.